# Massaker an der Bracka-Straße in Warschau

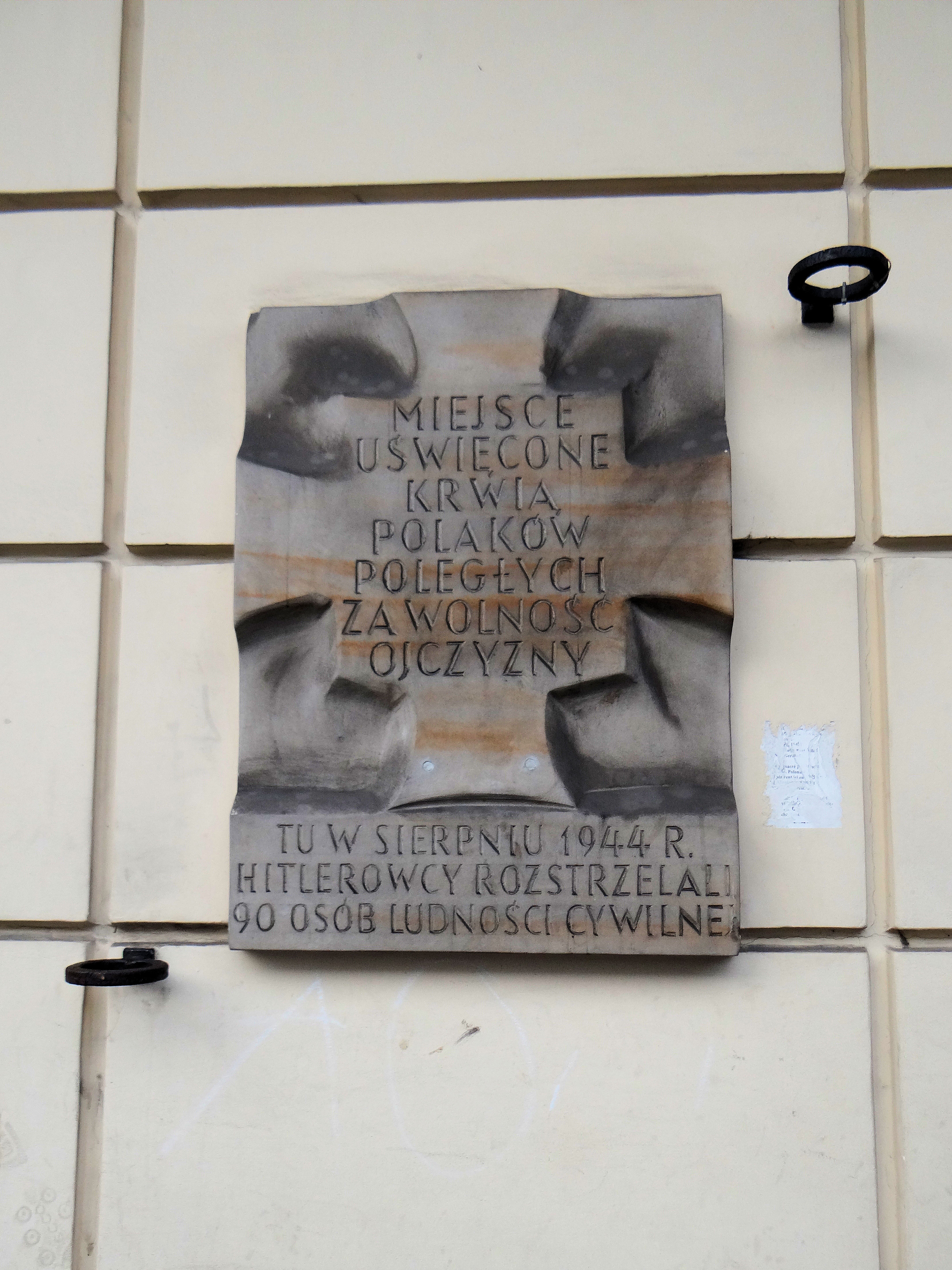
Die Gedenktafel an die Opfer des Massakers an der Bracka-Straße

Das Massaker an der Bracka-Straße in Warschau war eine Serie von Morden, Brandstiftungen und anderen schweren Kriegsverbrechen, die 1944 von Soldaten der deutschen Wehrmacht begangen wurden. Die Serie fand während eines Versuchs, die Sperrung eines von den Warschauer Aufständischen gesperrten Straßenabschnitts der Aleje Jerozolimskie aufzulösen, statt.
In den am 3. und 4. August 1944 durchgeführten Kämpfen benutzten die Soldaten des Grenadierregiments Ostpreußen vier ständig als „lebende Schutzschilde“ polnische Zivilisten, die Angriffe der Panzer auf die Barrikaden der Aufständischen sichern mussten. Die Deutschen begingen auch Morde an Kriegsgefangenen und Bewohner der Häuser in der Bracka-Straße und Aleje Jerozolimskie. Über 200 Menschen fielen dem zum Opfer.

## Der deutsche Angriff in Richtung Hauptbahnhof
Aleje Jerozolimskie und Poniatowski-Brücke bildeten eine der wichtigsten Hauptverkehrsstraßen in Warschau, die Deutsche benutzten, um ihre gegen die Roten Armee kämpfenden Truppen an dem rechten Weichselufer mit Essen und Versorgung zu versehen. Am ersten Tag des Warschauer Aufstandes (1. August 1944) griffen Soldaten der polnischen Heimatarmee (pol. Armia Krajowa, kurz AK) die wichtigsten deutschen Gebäude in der Aleje Jerozolimskie an (a.u. der Hauptbahnhof, das Gebäude der Bank Gospodarstwa Krajowego, Poniatowski-Brücke), aber sie blockierten keinen Abschnitt der Hauptverkehrsstraße. Nur auf der Höhe der Bracka-Straße konnten sie eine schwache Verbindung zu den AK-Einheiten in Śródmieście Południowe herstellen. Die Situation änderte sich erst am 3. August zugunsten der Aufständischen. Am frühen Morgen dieses Tages besetzten die Soldaten der Gruppierung „Chrobry II“ die Gebäude des Postbahnhofs an der Kreuzung Aleje Jerozolimskie und Żelazna Straße. Gegenüber dem Postbahnhof nahm dieselbe Gruppierung dann das sogenannte Dom Turystyczny (deutsch: Tourismushaus) ein, wo die Verbindung zu den Soldaten der Gruppierung „Gurt“, die das nahegelegene Gebäude des Wojskowy Instytut Geograficzny (deutsch: das Militärinstitut der Geographie) besetzten, hergestellt wurde. Gegen 10:00 griffen die Soldaten der beiden Gruppierungen die Tunnel der Durchmesserlinie (kolej średnicowa) an und besetzten Teil des Evakuierungszuges und dabei übernahmen eine Menge Waffen. Ab dieser Zeit waren die Aleje Jerozolimskie und die Eisenbahnlinie von den Aufständischen blockiert.
Schnell begannen die Deutschen eine Gegenaktion. Gegen Mittag fuhr in die Aleje Jerozolimskie aus der Towarowa eine mächtige Kolonne von Panzern, die aus dem Stadtbezirk Wola Richtung Poniatowski-Brücke vordrang. Einige Hundert im Wola inhaftierte Zivilisten wurden als „lebendige Schutzschilde“ vor deutschen Panzern hingetrieben. Die Deutschen attackierten die Verteidiger des Postbahnhofs und gegen 13:00 Uhr erreichten sie die Poniatowski-Brücke. Hingegen begann von der Seite der Poniatowski-Brücke ein Angriff zweier Bataillone des Grenadier-Regiments Ostpreußen 4. (das Regiment wurde einen Tag zuvor aus Zegrze herbeigeholt). Die deutsche Infanterie, unterstützt von mehreren Panzern, drang entlang der Aleja 3 Maja und Aleje Jerozolimskie vor und versuchte den noch von den deutschen Truppen besetzten Hauptbahnhof zu erreichen. Auf dem Abschnitt zwischen der Bracka-Straße und Nowy Świat Straße stießen die ostpreußischen Grenadiere auf den erbitterten Widerstand polnischer Soldaten der 3. Kompanie des Bataillons „Kiliński“, des sogenannten Kolegiums C (gerade Hausnummern der Aleje Jerozolimskie), des Bataillons des Korpus Bezpieczeństwa „Sokół“ und der AK-Einheit „Bełt“ (ungerade Hausnummern). Bis 19:00 Uhr besetzten die Deutschen den Abschnitt der Aleje Jerozolimskie zwischen der Nowy Świat Straße und Marszałkowska-Straße, aber sie drangen bis zum Hauptbahnhof nicht vor. Darüber hinaus halten AK-Soldaten die Stellen in den Häusern in der Aleje Jerozolimskie Nr. 17 und 21. Aufgrund der schweren Verluste und des starken Widerstands der Aufständischen mussten die Deutschen den Angriff stoppen und die Haupttruppen des Regiments in die Nähe des Nationalmuseums zurückziehen. Sie hinterließen nur die Sicherungen in den verbrannten Häusern Nr. 19 und 25.
Am 4. August wurde die Aleje Jerozolimskie wieder ein Schauplatz heftiger Kämpfen. Am Morgen eröffneten die ostpreußischen Grenadiere wieder den Angriff Richtung West. Später drang eine mächtige Kolonne von Wagen und die deutsche Infanterie aus der 19. Panzer-Division (von 60 bis 80 Panzer und Panzergeschütze) aus der Nähe der Poniatowski-Brücke bis zum Stadtbezirk Ochota vor. Infolge starken Beschusses mussten die AK-Soldaten vorübergehend den brennenden Postbahnhof verlassen. Die Deutschen erlitten jedoch schwere Verluste (allein die 19. Panzer-Division verlor 11 Tote und 40 Verletzte). Der Feind hat auch nicht versucht, die Aleje Jerozolimskie dauerhaft zu besetzen und zu sichern. Die Deutschen behielten nur den schon früher besetzten Hauptbahnhof, das Gebäude der Bank Gospodarstwa Krajowego und das Nationalmuseum. Sie hinterließen einige Positionen in den Ruinen der Häuser auf dem Straßenabschnitt zwischen der Nowy Świat Straße und Marszałkowska-Straße. Die AK-Soldaten behielten jedoch die Positionen im Gebäude des Postbahnhofs und im Miethaus Nr. 17. Folglich konnten weder die Deutschen noch die Polen die Aleje Jerozolimskie als Verkehrsweg benutzten. Erst nach mehrtägigen Kämpfen sicherten die Aufständischen den Abschnitt der Aleje Jerozolimskie zwischen der Nowy Świat Straße und Marszałkowska-Straße, der der einzige oberirdische Weg war, der Śródmieście Południowe und Śródmieście Północne verband (10.–25. August).

## Verbrechen an den Gefangenen und Zivilisten

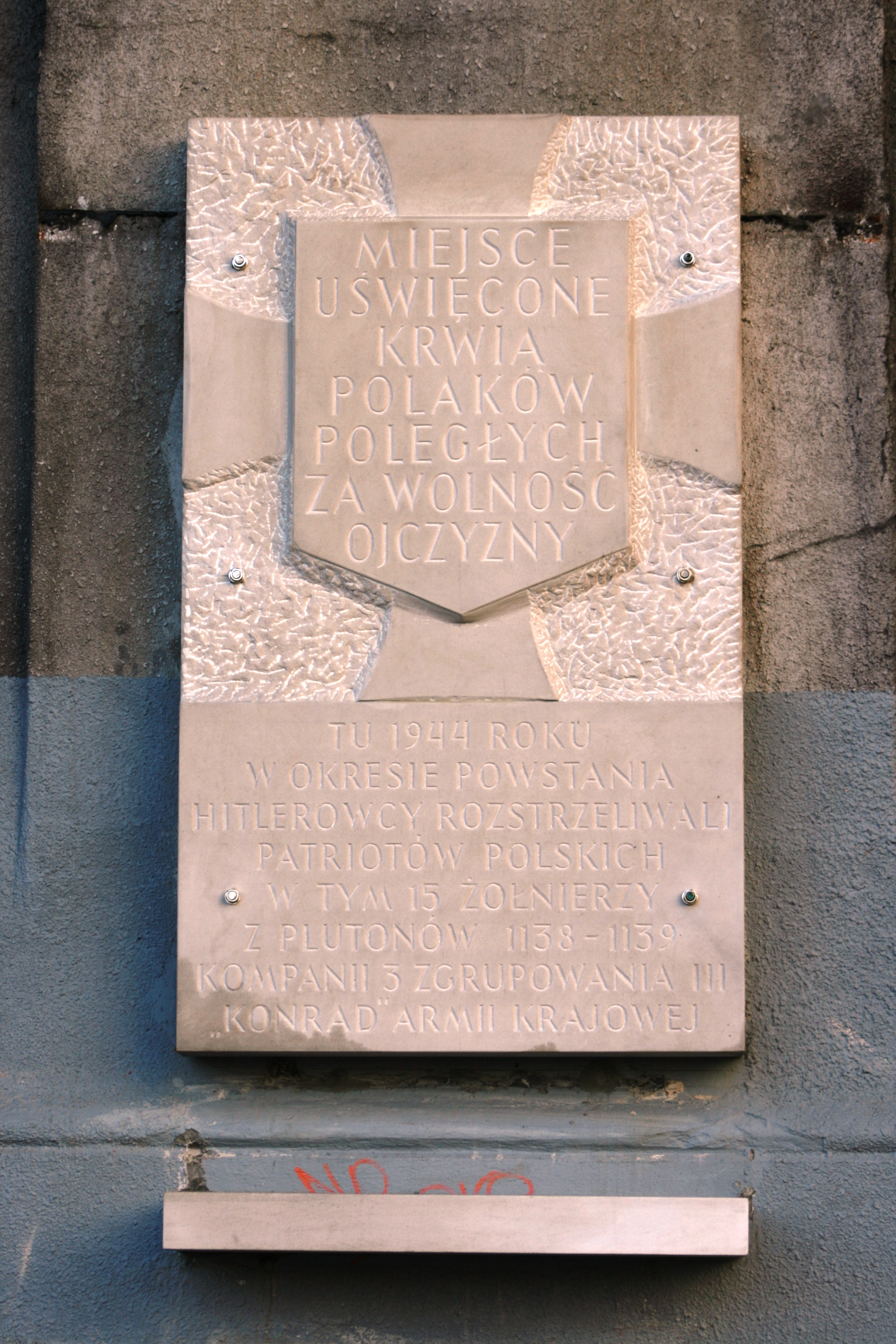
Die Gedenktafel unter der Poniatowski-Brücke zum Gedenken an die ermordeten Soldaten von 1138. und 1139. AK-Züge

Während der Kämpfe am 3. und 4. August 1944 begingen die ostpreußischen Grenadiere eine Serie von Kriegsverbrechen. Auf der ganzen Ausdehnung des Angriffs wurde die polnische Bevölkerung aus den von den Deutschen eroberten Häusern vertrieben und zum Nationalmuseum gebracht. Am Abend des 3. August gelangen mehr als 4.000 Zivilisten in die Keller des Museumsgebäudes. Erst am Abend des 4. August versorgten die Deutschen die Vertriebenen mit etwas Essen und erlaubten den Ärzten, die Verletzten zu helfen.
Die deutschen Soldaten benutzten als „lebende Schutzschilde“ die im Stadtbezirk Praga inhaftierten polnischen Zivilisten, die Angriffe der Panzer auf die Barrikaden der Aufständischen sichern mussten. Nach einem Bericht des Zeugen dieser Ereignisse an die Redaktion der aufständischen Zeitung „Rzeczpospolita Polska“ (Nr. 26 (98) vom 15. August 1944) wählte ein Offizier der deutschen Panzertruppen am Morgen des 3. August etwa 60 Männer aus der in den Kellern des Nationalmuseums inhaftierten Zivilbevölkerung. Er befahl ihnen dann, eine Kolonne zu bilden (5–6 Personen in jeder Reihe), die vor Panzern in Richtung aufständischen Positionen vertrieben wurde. Neben der polnischen Barrikade an der Kreuzung der Bracka-Straße und Aleje Jerozolimskie gerieten die Zivilisten aus der „lebendigen Schutzschilde“ ins Kreuzfeuer und wurden massakriert. Die Geiseln, die entkamen oder sich vor Schüssen zu schützen versuchten, haben die Deutschen erschossen oder mit Granaten beworfen. Infolgedessen starben etwa 50–60 polnische Zivilisten. Der oben erwähnte Zeuge sagte aus, dass nur fünf Männer ins Nationalmuseum zurückkehren konnten, darunter drei Verletzte und Verbrühten (einer von ihnen starb bald).
Ähnlich handelten die Deutschen während der Kämpfe am 4. August. Am Morgen wurden ungefähr 100 männlichen Zivilisten und einige in Powiśle inhaftierten Aufständischen aus den Kellern des Nationalmuseums geholt und zu den aufständischen Barrikaden getrieben. Viele Geiseln starben während der Erschießung oder wurden von den Deutschen ermordet. Einige flohen in das von Aufständischen kontrollierte Gebiet. Geiseln mussten auch die Kolonne von deutschen 19. Panzer-Division decken. Zunächst waren es die Zivilisten, die in den Kellern des Museum inhaftiert wurden. Viele Geiseln entkamen jedoch oder starben in der ersten Phase des Angriffs. Die Deutschen zogen dann mehrere Hundert Zivilisten aus den Häusern in der Nähe von der Kreuzung der Marszałkowska-Straße, Nowogrodzka-Straße und Aleje Jerozolimskie. Sie sicherten die Fahrt der Kolonne bis zur Kreuzung der Aleje Jerozolimskie und Chałubińskiego-Straße, wo sie dann mehrere Stunden unter Bewachung gehalten wurden.
Am 3. und 4. August führten die ostpreußischen Grenadiere auch eine Serie von Hinrichtungen durch. Aus dem Situationsbericht einer nicht identifizierten AK-Einheit vom Abend des 5. August 1944 zeigt sich, dass die Deutschen alle Männer ermordeten, die in den Häusern in der Aleje Jerozolimskie Nr. 8 und 16 und im Eckhaus Nowy Świat/Aleja 3 Maja inhaftiert wurden. Im aufständischen Verbandsplatz in der Aleje Jerozolimskie 16 wurde ein die Verletzten helfender Arzt erschossen und die Leiterin einer Sanitärabteilung verbrannte sich in einem von den Deutschen angezündeten Haus. Auf der anderen Seite wurde die Zeitung „Biuletyn Informacyjny“ Nr. 43/44 berichtet, dass in diesen Tagen die Bewohner der Miethäuser in der Bracka-Straße 17 und Aleje Jerozolimskie 19 umgebracht worden seien (im letzten Haus sollten 40 Männer und einige Frauen sterben). Antoni Przygoński schätzte die Gesamtzahl der Hingerichteten für etwa 100 Personen. Männer aus dem Haus an der Ecke der Marszałkowska-Straße und Aleje Jerozolimskie überlebten, weil ein in die Wehrmacht aufgenommener Schlesier ihnen zur rechten Zeitpunkt in ein von den Aufständischen besetzte Haus entkommen ließ.
Die Aufständischen, die gefangen genommen wurden, wurden ebenfalls ermordet. Eine der größten Hinrichtungen fand in Powiśle statt, wo nach einem gescheiterten Angriff auf die Poniatowski-Brücke mehrere Dutzend schlecht bewaffnete Soldaten aus den 1138. und 1139. Züge der 3. AK-Gruppierung „Konrad“ im Haus in der Aleja 3 Maja Nr. 2 eingesperrt wurden. Während des deutschen Gegenangriffs am 3. August 1944 zerstörten die Panzer das Tor des Hauses und die erschrockenen Bewohner hissten die weiße Fahne. Die AK-Soldaten warfen Waffen und aufständische Armbinde weg und schließen sich einer Gruppe der Zivilisten an. Nach der Besetzung des Hauses trennten die Deutschen Männer von Frauen und begannen eine Selektion zu machen. Bei der Suche nach Aufständischen nahm Barbara Sikora, die Tochter des Hausmeisters und dazu eine bekannte Informantin der Gestapo aktiv teil (sie enthüllte, dass sich etwa 50 Soldaten der Heimatarmee im Haus versteckten). Auch der Volksdeutsche Koenig nahm bei der Suche teil, er zeigte aber keine Aufständischen, er rettete sogar einige Soldaten. Schließlich fanden die Deutschen aus der Menschenmenge 20 Soldaten der Gruppierung „Konrad“ und versammelten sie unter dem Bogen des Viadukts (sog. „Schnecke“). Eine Bewohnerin des Hauses bestach die Gefängniswärter und rettete Zbysław Przepiórka (Deckname Zbyszko) aus der Gruppe der Verurteilten. Wahrscheinlich am selben Tag wurden die übrigen 19 Gefangenen unter dem Viadukt erschossen. Die zweite Gruppe von Verdächtigten, meist versteckte Aufständische, wurden von den Deutschen in die ulica Wioślarska gebracht. Ihre Aussage waren genug kohärent, damit die Deutschen auf eine sofortige Hinrichtung verzichteten und die Gefangenen in einem Türmchen in der Poniatowski-Brücke einschlossen. Sie waren dort fast zwei Wochen festgehalten (mit Essen und Wasser versorgte sie die Bevölkerung des Stadtteils Saska Kępa). Circa 18.–19. August wurden sie in der Kaserne in der 11 listopada Straße im Stadtbezirk Praga gebracht, wo sie für zwei Wochen bei der Aufladung der Wagen arbeiteten. Später wurden sie ins Durchgangslager 121 Pruszków transportiert und von dort aus nach KL Stutthof deportiert.
Während der Kämpfe um die Lösung der Aleje Jerozolimskie verursachten die Deutschen massive Zerstörungen. Am 3. August zündeten sie mit Benzin und Schüssen aus Panzergeschützen die Häuser in der Aleje Jerozolimskie Nr. 18, 20, 22, 32, 34 und 36, sowie die oberen Stockwerke des Miethauses in der ulica Bracka 17 an. Dar Feuer erreichte auch Teile der Gebäude auf der Seite der Aleje Jerozolimskie mit ungeraden Hausnummern. Am nächsten Tag zündeten die Deutschen alle Miethäuser auf der Seite dieser Straße mit geraden Hausnummern – auf dem Abschnitt zwischen der Bracka-Straße und Nowy Świat Straße. Sie setzten auch alle Häuser zwischen der Smolna-Straße und Aleja 3 Maja und einige Häuser in der Nowy Świat Straße in Brand (in diesen letzten sollten die Deutschen die Evakuierung von Zivilisten aus den brennenden Gebäuden nicht erlauben).
Alle oben beschriebenen Verbrechen wurden unter Wissen und Zustimmung der deutschen Führung durchgeführt. Walther Brunon, der gefangene Soldat des Grenadier-Regiments Ostpreußen 4. (iv Zivil evangelischer Pastor), sagte aus, dass seine Einheit eine Anordnung erhielt, alle angestoßenen Männer zu töten, Frauen und Kinder aus den Häusern herauszuziehen und Häuser zu verbrennen. Zivilisten, die im Gebäude des Nationalmuseums inhaftiert waren, galten als Geiseln. In der Abendsituationsmeldung der deutschen 9. Armee vom 4. August 1944 wurde geschrieben, dass von fast 4.000 dort inhaftierten Warschauern „wir heute Frauen und Kinder freilassen und ihnen sagen, dass falls bis 8:00 Uhr morgens das Feuer nicht eingestellt wird, werden sie die Erschießung ihrer Männer und Väter den Verbrechern verdanken, als auch die Erschießung aller anderen Männer, weil die Soldaten nicht im Stande sind zu bestimmen, wer Feind und wer Freund ist“. Letztendlich ist zur Durchführung dieser Bedrohung nicht gekommen. Einige Männer (qualifiziert als „krank“) wurden zusammen mit Frauen und Kindern entlassen. Die übrigen wurden aus Warschau abtransportiert.